# Surveyor 6

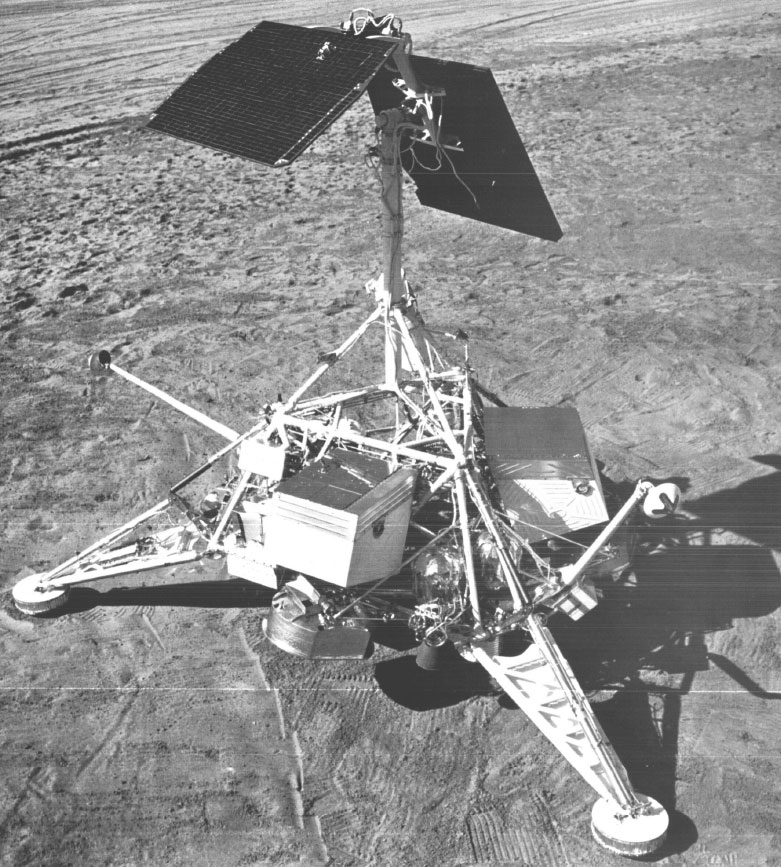
A sonda Surveyor 6.

A Surveyor 6 foi a sexta sonda do Programa Surveyor. Lançada em 7 de novembro de 1967, seu objetivo era
obter dados sobre a superfície lunar que seriam necessários para os pousos do futuro Projeto Apollo. 
Esta sonda foi lançada por um veículo lançador Atlas-Centaur, a partir do 
Centro de Lançamento de Cabo Canaveral.
A Surveyor 6 atingiu a Lua em 10 de novembro de 1967 e transmitiu 29.952 fotos de excelente qualidade da superfície da Lua.